# Trans Am Totem
Trans Am Totem – publiczna instalacja artystyczna autorstwa Marcusa Bowcotta umiejscowiona w Vancouver, w kanadyjskiej prowincji Kolumbia Brytyjska. Zbudowana została jako część wystawy Vancouver Biennale, a odsłonięta w kwietniu 2015 roku. Zlokalizowana na skrzyżowaniu Quebec Street i Milross Avenue, w pobliżu False Creek, we wschodniej części Downtown Vancouver. Monument składa się z samochodów ułożonych jeden na drugim na podstawie, którą stanowi fragment pnia drzewa. Ma wysokość 10 metrów i wagę 11.340 kilogramów.

## Historia
Zainteresowanie rozpadającymi się samochodami u Bowcotta miało swój początek, gdy w latach osiemdziesiątych pracował na pchaczach pływających po rzece Fraser. Farmerzy używali starych pojazdów jako falochronów, w celu powstrzymania brzegów rzeki przez erozją, przez co maszyny te ulegały rozpadowi. Bowcott podejmował próby uwiecznienia ich degradacji poprzez malowanie obrazów, ale ich rezultaty nie były dla niego wystarczająco satysfakcjonujące. Po przepracowaniu 22 lat w Capilano University, artysta rozpoczął prace nad Trans Am Totem, który miał być przygotowany z okazji 2014–2016 Vancouver Biennale.
Budowa obiektu trwała dwa lata, a w pracach brała udział żona Bowcotta, Helene Aspinall, oraz inżynier budowlany Eric Karsh. Vancouver Biennale kwotą 10.000 CAD częściowo pokryła koszty budowy i postawienia konstrukcji. Pozostałe koszty poniósł sam pomysłodawca. Po umiejscowieniu rzeźby, Bowcott zorganizował kampanię crowdfundingową, w której efekcie odzyskał 6.500 CAD z wydanej sumy pieniężnej. Bowcott stwierdził, że rzeźba wyraża krytykę marnotrawstwa i zarazem pochwałę mobilności i technologii.

## Materiały

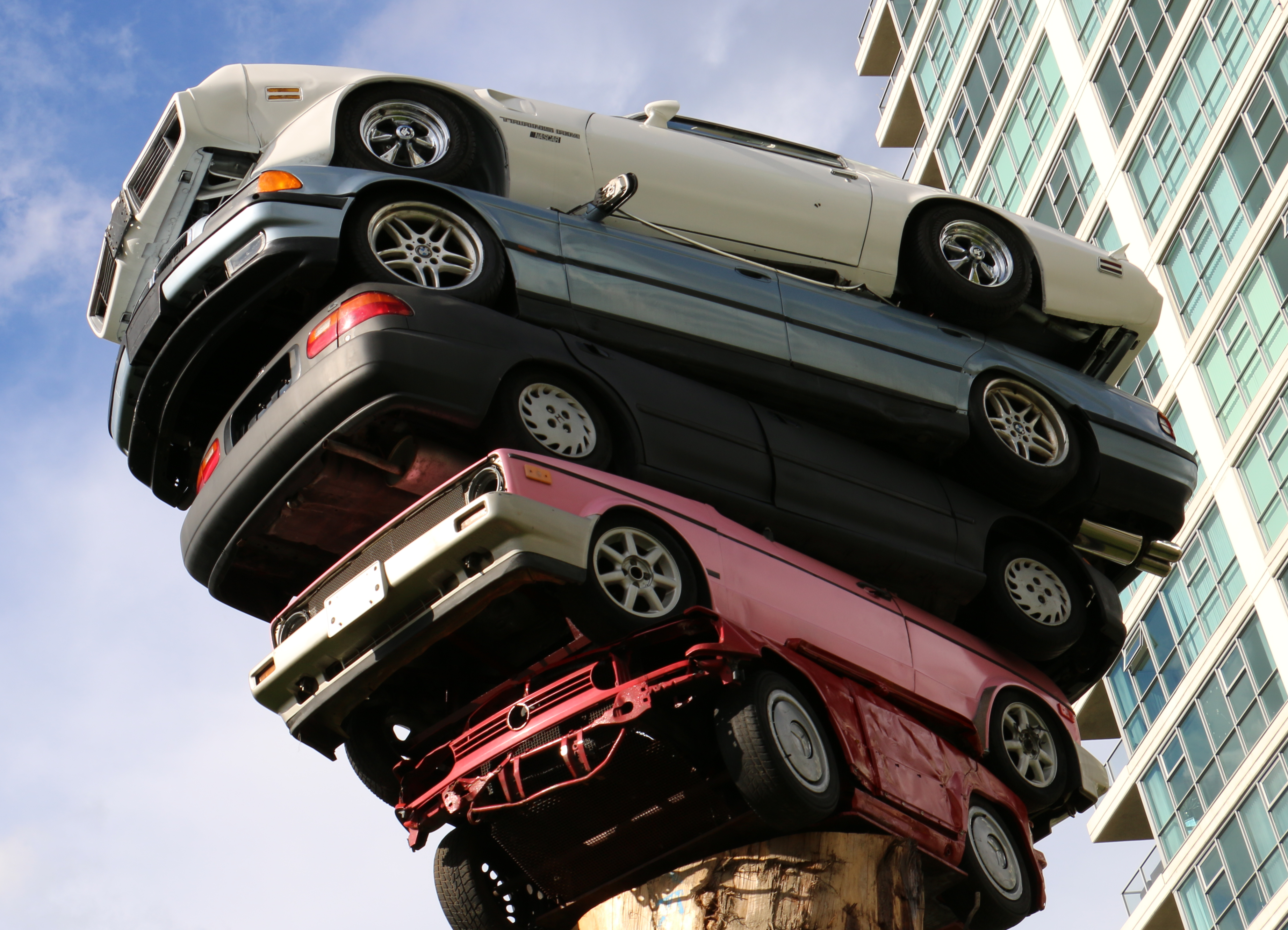
Samochody osadzone na pniu z bliska

Rzeźba składa się z pięciu samochodów umieszczonych na drewnianej podstawie pochodzącej z jednego drzewa. Modele aut, które wykorzystano to BMW E38, Honda Civic, Volkswagen Golf I w wersji kabriolet oraz postawiony na szczycie Pontiac Trans Am z 1981 roku. Pojazdy zostały przekazane autorowi pracy przez lokalne złomowisko, a ich silniki, skrzynie biegów i układy przeniesienia napędu zostały wymontowane w celu obniżenia wagi. Zostały także odmalowane. Do dostarczenia energii do przednich i tylnych świateł samochodów użyto układ elektryczny zasilany energią słoneczną. Pojazdy są przymocowane do stalowej kolumny, która biegnie przez środek konstrukcji i przechodzi także przez pień, który w celu montażu musiał zostać przecięty na dwie części. Drewniana podstawa, na której umieszczono samochody pochodzi ze starego żywotnika olbrzymiego, który został przetransportowany z południowej części wyspy Vancouver.